# Chu Thận Tịnh Vương
Chu Thận Tĩnh Vương (chữ Hán: 周慎靚王; trị vì: 320 TCN - 315 TCN), tên thật là Cơ Định (姬定), là vị vua thứ 36 của nhà Chu trong lịch sử Trung Quốc.

## Thân thế
Ông là con trai của Chu Hiển Vương – vua thứ 35 nhà Chu.

## Trị vì
Sử ký không ghi chép các sự kiện quan trọng xảy ra dưới thời Chu Thận Tĩnh vương ở ngôi.
Năm 315 TCN, Thận Tĩnh vương qua đời. Ông ở ngôi 5 năm. Con ông là Cơ Diên lên nối ngôi, tức là Chu Noãn Vương.